# One Day in Your Life (canción de Michael Jackson)
«One Day in Your Life» es una canción interpretado por el cantante estadounidense Michael Jackson, grabada en 1975 como parte de su cuarto álbum de estudio, Forever, Michael, fue lanzado el 20 de marzo de 1981 como un sencillo del álbum recopilatorio One Day in Your Life.
Aunque no fue un gran éxito en los Estados Unidos en su lanzamiento inicial, la canción alcanzó el número uno en el Reino Unido en 1981, cuando fue relanzada por Motown. La balada se caracteriza por su melancolía y es reconocida por ser una de las primeras canciones que destacó el potencial emotivo de Jackson como artista adulto.

## Contexto
"One Day in Your Life" fue grabada en diciembre de 1974, en un momento en que Jackson estaba en transición de ser un niño prodigio a un joven adulto con una carrera solista independiente. La canción fue producida por Sam Brown III, quien buscaba resaltar la madurez emocional de Jackson en su interpretación vocal.

## Composición y Letra
La canción fue escrita por Sam Brown III y Renée Armand, y es una balada que habla de la pérdida y la nostalgia. La letra de One Day in Your Life expresa el dolor de alguien que se ha separado de un ser querido, pero mantiene la esperanza de que algún día se reencuentren. La tonalidad de la canción está en Mi bemol mayor, una elección que contribuye al tono melancólico de la pieza.

## Producción y Arreglos
La producción de One Day in Your Life se caracteriza por su enfoque minimalista, centrado en la voz de Jackson, con un respaldo instrumental compuesto por piano, cuerdas y percusión suave. Los arreglos orquestales fueron dirigidos por Gene Page, quien buscó crear una atmósfera que complementara la emotividad de la interpretación vocal.

## Recepción y Legado
Aunque la canción no fue un éxito inmediato en Estados Unidos, alcanzó el número 55 en el Billboard Hot 100 y el número 2 en la Hot Adult Contemporary Tracks. Sin embargo, su relanzamiento en 1981, después del éxito del álbum Off the Wall, llevó la canción al número uno en el Reino Unido, donde permaneció durante dos semanas. Este logro destacó la canción como uno de los sencillos más memorables de Jackson en Europa.Su mensaje atemporal y su conmovedora melodía han asegurado su lugar como una de las baladas más queridas de Jackson.

## Posicionamiento en Listas
| Lista (1975)                          | Máxima posición |
| ------------------------------------- | --------------- |
| Australia (Kent Music Report)         | 9               |
| Bélgica (Flandes) (Ultratop 50)       | 1               |
| Estados Unidos (Billboard Hot 100)    | 55              |
| Estados Unidos (Adult Contemporary)   | 37              |
| Países Bajos (Dutch Top 40)           | 1               |
| Países Bajos (Mega Single Top 100)    | 2               |
| Reino Unido (Official Charts Company) | 1}}             |
| Sudáfrica (Springbok)                 | 1               |

| Lista (1975)           | Máxima posición |
| ---------------------- | --------------- |
| Monitor Latino         | 2               |
| Capif                  | 3               |
| Brasil Hot 100         | 5               |
| Colombia Hot 100       | 7               |
| Record Report          | 8               |
| Ranking Musica Popular | 6               |

## Otras Versiones
En 1976, una versión de Johnny Mathis para su álbum Feelings llegó a las listas de éxitos de Estados Unidos y Canadá. "One Day in Your Life" ha sido versionada por varios artistas a lo largo de los años, incluyendo a Anastacia y Paul Anka. 

## Personal
- Michael Jackson – voz principal
- Gene Page – director de orquesta
- David T. Walker – guitarra
- Bob Babbitt – bajo
- Ed Greene – batería
- The Andantes – coros